# 입암면 (정읍시)
입암면(笠岩面)은 대한민국 전북특별자치도 정읍시의 면이다. 면적은 35.71km2이고, 인구는 2024년 6월 30일을 기준으로 2,621명이다. 입암면은 1914년 행정구역 개편에 따라 정읍군 남이면과 서일면이 병합하여 이 지역의 명산인 입암산의 이름을 따 입암면이라 하였다. 이후 흥덕군 지선리 구역이 편입되었고, 최근에는 소성면 봉양리가 편입되었으며, 신정리가 정읍시에 편입되었다. 1990년에는 분리를 조정하여 접지중부를 신설하였고 1999년에는 문화마을이 신규로 조성되었으며 1995년 정읍군과 정주시가 통합되어 정읍시 입암면이라 하여 오늘에 이른 것이다. 

## 연혁
- 백제시대 정촌현에 소속
- 고려시대 영주 관찰사에 소속
- 조선시대 정읍현에 소속(선조22년)
- 1914년 정읍군 입암면(10개리 39마을)
- 1983년 소성면 봉양리 편입(11리 41마을)
- 1989년 신정리 정주시로 이관 (10리 36마을)
- 1995년 정읍군과 정주시 통합
- 2021년 4월 9일 : 접지리 일부와 마석리 일부 지역을 합쳐 대흥리를 분리 신설(11리 38마을)[1]

## 문화재 및 관광 자원
- 입암산성-사적 제 384호
- 석불사 석불입상

## 행정 구역(법정리)
| 법정리명 | 마을 유래 | 자연마을 | 비고 |
| -------- | --- | --- | --- |
| 단곡리   | 1914년 행정구역 개편에 따라, 서일면(西一面) 단곡리(丹谷里), 내기리(內基里), 단촌리(丹村里), 성신리(誠信信), 양지촌(良之忖), 엄동(俺洞)과 안양동(安良洞), 천원리(川原里) 각 일부를 병합하여 으뜸 마을 이름을 따 단곡리라 하여 입암면에 편입하였다. '붉은 고개'란 지명은 황토가 풍부한 언덕이 많아 유래한 것으로 보인다. | 왕심(旺尋)마을, 월천(月川)마을, 양지(良芝)마을 엄동(俺洞)마을, 차단(次丹)마을                                               | 애국열사 남사(南史) 유병우(柳秉禹)는 차단(次湍)마을 출신이다. 왕심마을은 순흥안씨 도정공파 현록손이 인천에서 이주해와 200년 이상 세거하는 집성촌으로도 유명하다. 공군참모총장과 제7대 국회의원을 지낸 박두선과 그의 형 한국전쟁당시 빨치산 왜가리부대장 박춘성이 양지마을 출신이다. |
| 등천리   | 1914년 행정구역 개편에 따라 남이면(南二面) 등천리(登川里), 장재동(長在洞), 신령리(新令里), 군령리(軍令里), 백연리(白蓮里)와 서일면(西一面), 수얼리(水越里), 연동리(蓮洞里) 각 일부를 병합하여 으뜸 마을 이름을 따 등천리라 하고, 입암면에 편입되었다. 등천리는「갈재」에서 시작되는「등내」(登內)에서 비롯된 이름이다. 입암산(笠巖山) 서쪽에 있다. 과거 장성으로 통하는 이곳 갈재 아래에 소규모 병영이 있어 검문검색과 요소 방어를 담당하던 '군령'에서 유래한 지명이다. | 신등(新登)마을, 원등(元登)마을, 군령(軍令)마을                                                                              | |
| 마석리   | 1914년 행정구역 개편 때, 서일면(西一面) 마석리(摩石里), 신기리(新基里), 양동리(良洞里),비용촌(飛龍忖)과 서일면(西一面) 서암리(西巖里) 일부를 병합하여 이곳 으뜸 마을 이름을 따 마석리라 하고 입암면에 편입하였다. 구마석은 의령남씨 집성촌이다. | 신마석(新磨石)마을, 구마석(舊磨石)마을, 노송(老松)마을                                                                      | |
| 봉양리   | 1914년 행정구역 개편 당시, 고부군(古阜郡) 성포면(聲浦面) 봉양리(鳳陽里), 필동(筆洞), 정동(鼎洞), 율치리(栗峙里), 문동(文洞), 안양리(安陽里)와 정읍군 서일면(西一面) 안양리(安陽里), 엄동리(淹洞里) 및 흥덕군(興德郡) 이동면(二東面) 용전리(龍田里) 각 일부를 병합하여, 봉양리라 하고 소성면(所聲面)에 편입되었다가, 1983년 입암면으로 편입되었다. | 봉양(鳳陽)마을, 안당(安堂)마을                                                                                              | |
| 신면리   | 1914년 행정구역 개편 때 남이면(南二面) 구면리(舊綿里), 신면리(新綿里), 봉암리(鳳岩里), 신기촌(新基村), 선암리(仙岩里)와 송정리(松亭里) 및 만화리(萬花里), 성신리(誠信) 각 일부를 병합하여, 중심 마을 이름을 따 신면리라 하고, 입암면에 편입하였다. | 신면(新綿)마을, 구면(舊綿)마을, 진등(辰登)마을 신기(新基)마을, 선암(仙岩)마을                                               | 고조선대 역사소설 '대동이'를 쓴 작가 박문기의 고향으로도 알려져 있다. 갑오농민전쟁의 지도자 손화중의 활동영역이기도 했다. |
| 연월리   | 본래 고부 두승산과 부안 변산과 함께 호남의 3신산이라 불리는 방장산(方丈山) 소갈재 밑에 위치하여, 1914년 행정구역 개편에 따라 서일면(西一面) 월산리(月山里), 월곡리(月谷里), 운월리(雲月里), 수월리(水越里), 연동리(蓮洞里)를 병합하여, 연동 운월에서 다서 연월리(蓮月里)라 이름하고 입암면에 편입시켰다. | 신월(新月)마을, 반월(半月)마을                                                                                              | |
| 접지리   | 1914년 개편 때 남이면(南二面) 접지리(接芝里), 석계리(石溪里), 제내리(堤內里), 송정리(松亭里), 구면리(舊綿里) 및 서일면(西一面) 신평리(新坪里), 진목리(眞木里), 중흥리(中興里) 각 일부를 병합하여, 그 때 중심 마을의 이름을 따서 접지리라 하고 입암면에 편입하였다. | 원접지(元接芝)마을, 제내(堤內)마을 송정(松亭)마을                                                                           | 1980년대 중반까지만 해도 직조공장이 50여개나 될 정도로 직물직조산업이 크게 번성하기도 했다. 제내마을은 탐진안씨 집성촌이다 |
| 대흥리   | 본래 정읍군 남이면(南二面) 구역인데, 종전의 대흥리가 1914년 이래 행정구역 개편 시 접지동부(接芝東部), 접지서부(接芝西部), 접지남부(接芝南部), 접지중부(接芝中部), 문화(文化), 신마석(新磨石)으로 분리되었는데, 2021년 4월 법정리 행정구역 개편으로 이 6개 마을을 통합하여 다시 옛 대흥리(大興里)라는 지명을 되찾았다. | 접지동부(接芝東部)마을, 접지서부(接芝西部)마을, 접지남부(接芝南部)마을, 접지중부(接芝中部)마을, 문화(文化)마을(최근에 조성) | 동학 접주였던 차경석이 일으킨 민족종교인 보천교가 일제시대 크게 번성하여 '대흥리'라고도 불리었으며 지금도 그 흔적이 남아있다. |
| 지선리   | 1914년 흥덕군(興德郡) 이동면(二東面) 장산리(長山里). 태동(台洞), 태산리(台山里), 어룡포(漁龍浦), 은행리(銀杏里), 지선리(芝仙里)를 병합하여 중심 마을 이름을 따 지선리라 하고, 정읍군 입암면에 편입시켰다. | 지선(芝仙)마을, 원천(源泉)마을                                                                                              | |
| 천원리   | 1914년 행정구역 개편 때 서일면(西一面) 천원리(川原里), 영안리(永安里), 사점리(沙店里), 옹암리(甕岩里)와 양지촌(良之村) 일부를 병합하여 중심 마을 이름을 딴 천원리(川元里)라 하고 입암면에 편입되었다. 천원은 과거 말을 갈아타는 역과 숙소가 있던 곳에서 유래한 지명이다. | 천원동부(川元東部)마을, 천원서부(川原西部)마을, 영안(永安)마을 옹암(甕岩)마을                                               | |
| 하부리   | 1914년 행정구역 개편 때 남이면(南二面) 상부리(上富里), 하부리(下富里), 만화리(萬化里), 평암리(平岩里)와 신면리(新綿里), 신등리(新登里) 및 서일면(西一面) 천원리(川原里) 일부를 병합하여 중심마을의 이름을 따 하부리라 하고 입암면에 편입하였다. | 원하부(元下富)마을, 상부(上富)마을, 만화(萬化)마을 평암(平岩)마을, 가리대(자라등)마을                                       | 복조리마을로도 유명하다. |